# メフディ・アベイド
メフディ・アベイド（フランス語: Mehdi Abeid、1992年8月6日 - ）は、フランス・セーヌ＝サン＝ドニ県モントルイユ出身のプロサッカー選手。アルジェリア代表。アル・ナスルSC所属。ポジションは、ミッドフィールダー。

## 代表歴
U-18年代まではフランス代表を選択し、UEFA U-17欧州選手権2009等に参加した。
2011年9月、アルジェリア代表へ変更するかどうか考えていることを明らかにした。10月8日、U23アルジェリア代表の一員としてUSMアルジェとの親善試合に出場した。11月13日の南アフリカ戦で公式戦初出場。11月16日、モロッコで開催されるアフリカ U-23選手権2011の参加メンバーに選ばれた。
2014年11月にA代表初招集。2015年6月のアフリカネイションズカップ2017予選・セーシェル戦でA代表初キャップ。

## 人物
両親はアルジェリア北部のアイン・ティムシェント県からやって来た移民である。

## タイトル
パナシナイコス
- キペロ・エラーダス: 2014

アルジェリア代表
- アフリカネイションズカップ: 2019